# Charle Cournoyer
Charle Cournoyer (Boucherville, 11 giugno 1991) è un pattinatore di short track canadese.

## Palmarès

### Olimpiadi
- 2 medaglie:
  - 2 bronzi (500 m a Soči 2014 e 5000 m staffetta a Pyeongchang 2018).

### Campionati mondiali
- 2 medaglie:
  - 1 oro (5000 m staffetta a Debrecen 2013).
  - 1 argento (5000 m staffetta a Seul 2016).